# Siergiej Iwanow (wojskowy)
Siergiej Aleksiejewicz Iwanow (ros. Сергей Алексеевич Иванов, ur. w lipcu 1897 w Moskwie, zm. 13 stycznia 1953 tamże) – radziecki wojskowy, generał major wojsk pancernych, Bohater Związku Radzieckiego (1944).

## Życiorys
W 1909 skończył szkołę podstawową, potem pracował jako ślusarz w zakładzie mechanicznym, od maja 1916 służył w rosyjskiej armii i walczył na Froncie Rumuńskim I wojny światowej, od października 1917 do marca 1918 służył w zapasowej brygadzie artylerii, po czym został zdemobilizowany. Od czerwca 1918 był żołnierzem Armii Czerwonej, jako starszy zwiadowca brał udział w wojnie domowej na Froncie Południowym w walce z wojskami Denikina, w grudniu 1918 został wzięty do niewoli, z której zbiegł. W lipcu 1919 ukończył szkołę artylerii Frontu Południowego i został dowódcą plutonu artylerii, w grudniu 1919 zachorował na tyfus i został odesłany na leczenie (do kwietnia 1920). Od czerwca 1920 jako dowódca plutonu w składzie 15 Armii Frontu Zachodniego walczył w wojnie z Polską, od stycznia 1921 do maja 1929 był kolejno dowódcą plutonu, szefem łączności baterii i dowódcą baterii, brał udział w walce z "bandytyzmem" w guberni witebskiej. W 1928 ukończył artyleryjskie kursy kadry dowódczej w mieście Dietskoje Sieło (obecnie Puszkin), w maju 1929 został dowódcą artylerii, od listopada 1931 do lutego 1933 był szefem sztabu pułku w Białoruskim Okręgu Wojskowym, w 1937 ukończył Wojskową Akademię Mechanizacji i Motoryzacji Armii Czerwonej i został szefem sztabu 17 Brygady Zmechanizowanej.
Od maja 1938 był szefem Wydziału I Zarządu Wojsk Pancernych i Zmotoryzowanych Kijowskiego Specjalnego Okręgu Wojskowego, potem został zastępcą szefa wydziału Zarządu Wojsk Pancernych i Zmotoryzowanych Armii Czerwonej, w 1941 ukończył kursy przy Akademii Sztabu Generalnego im. Woroszyłowa. Od lipca 1941 jako dowódca 108 Samodzielnej Dywizji Pancernej 50 Armii uczestniczył w wojnie z Niemcami na Froncie Briańskim i Zachodnim, w styczniu 1942 został zastępcą szefa Głównego Zarządu Wojsk Pancernych i Zmotoryzowanych Armii Czerwonej, następnie zastępcą szefa analogicznego zarządu na Froncie Woroneskim. Od kwietnia 1943 dowodził wojskami pancernymi i zmechanizowanymi 40 Armii na Froncie Woroneskim i 1 Ukraińskim, 7 czerwca 1944 otrzymał stopień generała majora wojsk pancernych, w 1944 brał udział w operacji lwowsko-sandomierskiej, w tym zajęciu Lwowa 27 lipca 1944, gdzie został ciężko ranny. Później uczestniczył w operacji wiślańsko-odrzańskiej i dolnośląskiej, dowodząc 7 Gwardyjskim Korpusem Pancernym. Od kwietnia 1945 przebywał na leczeniu w szpitalu, w grudniu 1945 został zwolniony do rezerwy z powodu choroby.

## Odznaczenia
- Złota Gwiazda Bohatera Związku Radzieckiego (23 września 1944)
- Order Lenina (trzykrotnie)
- Order Czerwonego Sztandaru (dwukrotnie)
- Order Suworowa II klasy (dwukrotnie)
- Order Kutuzowa II klasy
- Order Czerwonej Gwiazdy (dwukrotnie)

I medale.